# Eros Vlahos

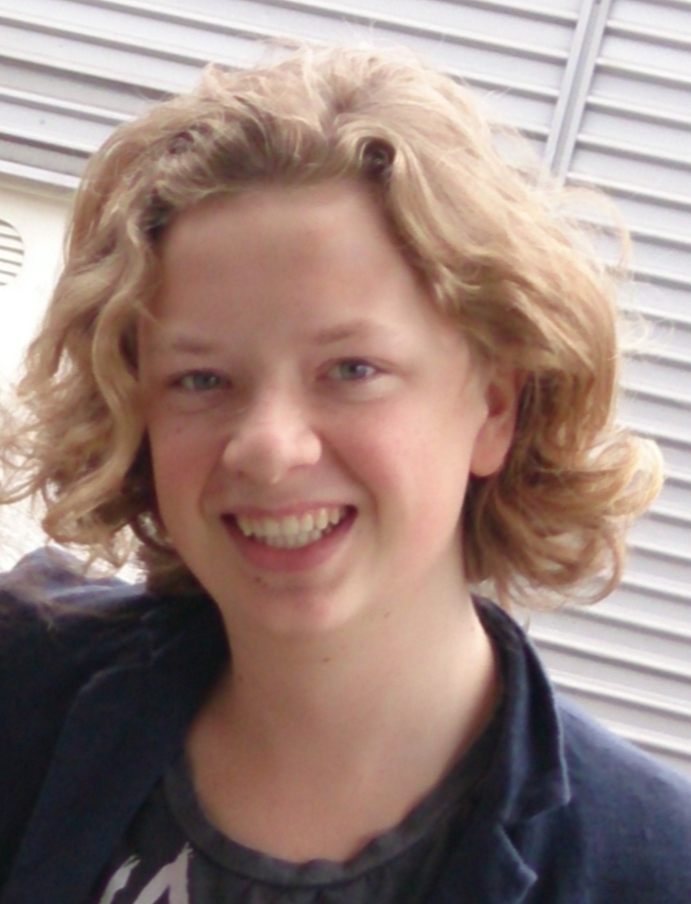
Eros Vlahos (2013)

Eros Vlahos (* 13. Januar 1995 in London, England) ist ein britischer Schauspieler und Comedian. Für seine Rolle in Eine zauberhafte Nanny – Knall auf Fall in ein neues Abenteuer wurde er im Jahre 2011 für einen Young Artist Award in der Kategorie „Best Performance in a Feature Film – Leading Young Actor“ nominiert.

## Leben und Karriere
Der in der britischen Hauptstadt London geborene Eros Vlahos begann seine Karriere als Schauspieler und Comedian bereits in jungen Jahren, wobei er seine eigentliche Karriere als Komiker bereits im Jahre 2003 startete. Noch im Nachwuchsalter wurde er in den Comedy Club 4 Kids gebracht, der vor allem unter dem Jungkomiker James Campbell Bekanntheit erlangte. Vlahos, der noch in jungen Jahren eigene Comedianprogramme schrieb und mit diesen auch auftrat, war mehrjähriger Teilnehmer des Edinburgh Festival bzw. des Edinburgh Festival Fringe. So war er unter anderem im Jahr 2008 in einer rund 50-minütigen eigenen Show beim Festival im Einsatz. Des Weiteren hatte Vlahos eine eigene Comedyshow im Radio London, wo er oftmals eingesetzt wurde. Auftritte hatte Vlahos unter anderem in dem Comedyclub The Comedy Store, sowie in den Clubs The Big Chill House, Get Stuffed Comedy Club in Tring oder am Kimberley Festival. Mit dem Comedy Club 4 Kids hatte er auch Auftritte im Komedia Club in Brighton und im Soho Theatre in London, sowie in den Theaterstätten Arts Theatre, Millfield Theatre und dem 2004 eröffneten Menier Chocolate Factory Theatre. Seinen ersten Fernsehauftritt hatte er schließlich im Jahre 2005, nachdem er von Produzenten bei einem seiner Live-Auftritte entdeckt worden war. Dabei wurde er in der BBC-Show Blue Peter, der am längsten ausgestrahlten Kinderfernsehserie weltweit (Start im Jahre 1958), eingesetzt. 2006 trat Vlahos am Red Nose Day bei dem Special „The Big Laugh“ an der Vicarage Road auf, dem Heimstadion des FC Watford, danach tourte er durch Fußballstadien im ganzen Land und kam dabei auf eine Zuschauerzahl von etwa 250.000 Personen.
Sein Debüt als Schauspieler in einer namhaften Produktion gab Vlahos bereits im Jahre 2007, als er in einer Folge der langjährigen Erfolgsserie Casualty eingesetzt wurde und noch im gleichen Jahr, als er selbst in einer Comedy-Ausgabe von CBBC eXtra zu sehen war. Sein Filmdebüt gab er schließlich 2009 in dem Film Skellig, wo er in einer wesentlichen Rolle im Einsatz war. 2010 spielte er eine der Hauptrollen in dem Film Eine zauberhafte Nanny – Knall auf Fall in ein neues Abenteuer, wobei er im Folgejahr für seine Rolle als Cyril Gray für einen Young Artist Award in der Kategorie „Best Performance in a Feature Film – Leading Young Actor“ nominiert wurde. Emma Thompson meinte dabei, dass man lange auf der Suche nach einem so lustig auftretenden Schauspieler war, ehe man Eros Vlahos entdeckte. Weitere Auftritte im Jahre 2010 hatte er auch noch in dem Film Third Star, in dem er abermals in einer wesentlichen Rolle in Erscheinung trat, und in der Fernsehserie Summer in Transylvania, in der er als Jake Farley in insgesamt vier Folgen zu sehen war. 2011 kam er auch in der wiederkehrenden Rolle des 'Pucks!' Boy in drei Episoden der Fernsehserie Episodes zum Einsatz. In den ersten beiden Staffeln der HBO-Fantasyserie Game of Thrones spielte er als Lommy Grünhand eine kurze Nebenrolle. Von April 2013 bis 2015 hatte er die Rolle des Nico, Leonardo da Vincis Assistenten, in der Historienserie Da Vinci’s Demons inne.

## Filmografie
Filmauftritte (auch Kurzauftritte)
- 2009: Skellig
- 2010: Eine zauberhafte Nanny – Knall auf Fall in ein neues Abenteuer (Nanny McPhee and the Big Bang)
- 2010: Third Star
- 2012: Anna Karenina
- 2018: Old Boys

Serienauftritte (auch Gast- und Kurzauftritte)
- 2007: Casualty (1 Episode)
- 2007: CBBC eXtra (1 Episode) → als er selbst / als Präsentator bzw. Moderator
- 2010: Summer in Transylvania (4 Episoden)
- 2011: Episodes (3 Episoden)
- 2011: Game of Thrones (4 Folgen)
- 2013–2015: Da Vinci’s Demons (27 Episoden)

Regie
- 2022: Good Boy (Kurzfilm)
- 2024: Meat Puppet

## Nominierung
- 2011: Young Artist Award in der Kategorie „Best Performance in a Feature Film – Leading Young Actor“ für sein Engagement in Eine zauberhafte Nanny – Knall auf Fall in ein neues Abenteuer[4]